# خلق آوازی
خلق آوازی (ازبکی: Халқ овози؛ آواز خلق- صدای مردم) یک روزنامه به زبان ازبکی است که هفته‌ای سه بار در دوشنبه، تاجیکستان منتشر می‌شود.

## پیشینه
خلق آوازی در سال ۱۹۲۹ تأسیس شد. ناشر آن مجلس تاجیکستان است و یکی از پرتیراژترین نشریات در کشور به‌شمار می‌رود.